# جورج ستوفال
جورج ستوفال (بالإنجليزية: George Stovall)‏ هو لاعب كرة قاعدة أمريكي، ولد في 23 نوفمبر 1877 في Leeds, Kansas City ‏ في الولايات المتحدة، وتوفي في 15 نوفمبر 1951 في برلنغتون في الولايات المتحدة.

## وصلات خارجية
- جورج ستوفال على موقع دوري كرة القاعدة الرئيسي (الإنجليزية)
- جورج ستوفال على موقعبيزبول رفرنس.كوم (الدوري الرئيسي) (الإنجليزية)
- جورج ستوفال على موقعبيزبول رفرنس.كوم (الدوري الثانوي) (الإنجليزية)